# Кутейников, Степан Степанович
Степан Степанович Кутейников (1795—1854) — русский военный деятель, генерал-майор.

## Биография
Родился в 1795 году в дворянской семье военного — генерал-майора С. Е. Кутейникова; брат — тоже генерал-майор Алексей Кутейников.
Военную службу начал в Войске Донском.
Послужной список: с 1 сентября 1804 года — урядник; с 9 декабря — хорунжий; 6 мая 1811 года был переведён корнетом в Лейб-гвардии Казачий полк. 31 октября 1812 за отличие в сражениях был произведён в поручики; с 21 мая 1816 года — штаб-ротмистр; с 16 июня этого же года — ротмистр; с 12 сентября 1821 года — полковник. 6 апреля 1830 года Степан Кутейников получил чин генерал-майора, до 1841 года был окружным генералом 2-го военного округа.
Во время Отечественной войны 1812 года принимал участие в сражениях под Смоленском,  битве при Бородине, затем воевал в отряде генерал-майора Бекендорфа. Принимал участие в заграничном походе 1813—1814 годов (в сражениях под Лютценом и Бауценом, брал Париж). В 1814—1819 годах служил на Дону, в 1819—1821 годах — в Санкт-Петербурге. Затем снова на Дону (по 1824 год) и Санкт-Петербурге (по 1827 год, принимал участие в подавлении Восстания декабристов. С 1828 году находился на Дону, откуда был призван на Русско-турецкую войну 1828—1829 годов. После этого принимал участие в подавлении Польского восстания 1830 года. Прослужил в Царстве Польском по 1837 год. В октябре 1837 года с полком своего имени вышел на Дон, где продолжил свою военную службу в качестве окружного генерала 2-го военного округа до выхода в отставку.
Умер Степан Степанович Кутейников в 1854 году.

### Семья
С. С. Кутейников имел за собой поместье в Области Войска Донского в ведомстве Миусского начальства. Был женат на Меланье Степановне Ефремовой — дочери Степана Ефремова; бракосочетание состоялось Вознесенском соборе города Новочеркасска 6 ноября 1827 года. У жены было поместье и 200 душ в ведомстве Донецкого начальства.
Дети — Степан (род. 1 сентября 1828), Сидор (род. 2 февраля 1831), Валериан (род. 11 июня 1833).

## Награды
- Был награждён орденами Св. Станислава 2-й степени, Св. Владимира 4-й степени с бантом, Св. Анны 3-й степени.
- Также награждён серебряной медалью в память Отечественной войны 1812 года, медалями «За турецкую войну 1828-1829» и «За взятие Парижа».